# Jack LaLanne
Francois Henri „Jack” LaLanne (San Francisco, 1914. szeptember 26. – Morro Bay, Kalifornia, 2011. január 23.) amerikai fitneszoktató, humorista, színész, producer, leginkább a The Jack LaLanne Show című aerobikvideókról vált ismertté.

## Jelentős eredmények és elismerések
- 1955-ben (41 éves korában): Bilinccsel átúszott az Alcatraz-szigettől a San Franciscó-i Fisherman's Wharfig.
- 1956-ban (42 éves korában): A "You've Asked For it" című tévéműsorban 23 perc alatt 1033 fekvőtámaszt csinált meg, megdöntve a világrekordot.
- 1957 (43 éves korában): Úszva áthúzott egy 1100 kg súlyú és 5,80 méter hosszú hajót a San Franciscó-i Golden Gate-csatornán keresztül.
- 1961-ben (47 éves korában) A Golden Gate híd mentén (2737 méter) az oxigénhengerrel és a búváruszonnyal oda-vissza búvárkodott.
- 1984 (70 éves korában): Kéz- és láb-bilincsek úszott, és bokáig mandzsetták a Queen Mary Mile mellett (2,414 méter), és húzott 70 csónakot, minden egy személlyel.
- 2002 (88 éves korában): Születésnapján csillagot kapott a Hollywood Walk of Fame-en, televíziós kategóriában.[2]

## Fordítás
- Ez a szócikk részben vagy egészben  a   Jack LaLanne című angol Wikipédia-szócikk fordításán alapul.  Az eredeti cikk szerkesztőit annak laptörténete sorolja fel. Ez a jelzés csupán a megfogalmazás eredetét és a szerzői jogokat jelzi, nem szolgál a cikkben szereplő információk forrásmegjelöléseként.